# MLB All-Star Game 1933
MLB All-Star Game 1933 – 1. w historii Major League Baseball Mecz Gwiazd, który rozegrano na stadionie Comiskey Park w Chicago z inicjatywy Archa Warda, dziennikarza sportowego Chicago Tribune. Mecz zakończył się zwycięstwem American League 4–2. Spotkanie obejrzało 49 200 widzów.
Zwycięskim miotaczem został Lefty Gomez, zaś przegranym Bill Hallahan. Pierwszego home runa w All-Star Game zdobył Babe Ruth w trzeciej zmianie, zaś pierwszego RBI zaliczył Lefty Gomez w drugim inningu. 
| National League | 0 | 0 | 0 | 0 | 0 | 2 | 0 | 0 | 0 | 2 | 8 | 0 |
| American League | 0 | 2 | 1 | 0 | 0 | 1 | 0 | 0 | X | 4 | 9 | 1 |
| WP: Lefty Gomez (1–0) LP: Bill Hallahan (0–1) SV: Lefty Grove (1) Home runy: NL: Frankie Frisch (1) AL: Babe Ruth (1) |   |   |   |   |   |   |   |   |   |   |   |   |

## Składy
Zawodników wybierano w głosowaniu kibiców i menadżerów klubów MLB; pierwszą dziewiątkę ustalili menadżerowie obydwu zespołów Connie Mack i John McGraw. 
| Miotacze - Lefty Gomez - General Crowder - Wes Ferrell - Lefty Grove - Oral Hildebrand Łapacze - Rick Ferrell - Bill Dickey * |  | Wewnątrzpolowi - Lou Gehrig - Jimmie Foxx - Charlie Gehringer - Tony Lazzeri - Jimmy Dykes - Joe Cronin Zapolowi - Ben Chapman - Al Simmons - Babe Ruth - Earl Averill - Sam West |  | Menadżer - Connie Mack Trenerzy - Eddie Collins - Art Fletcher |

| Miotacze - Bill Hallahan - Carl Hubbell - Hal Schumacher - Lon Warneke Łapacze - Jimmie Wilson - Gabby Hartnett |  | Wewnątrzpolowi - Bill Terry - Frankie Frisch - Tony Cuccinello - Pepper Martin - Pie Traynor - Dick Bartell - Woody English Zapolowi - Chick Hafey - Wally Berger - Chuck Klein - Lefty O'Doul - Paul Waner |  | Menadżer - John McGraw Trenerzy - Bill McKechnie - Max Carey |

- Czcionką pogrubioną oznaczono zawodników pierwszej dziewiątki, zaś kursywą zawodników, którzy zostali wybrani do All-Star Game, ale w nim nie wystąpili.